# Celestino Corbacho Chaves
Celestino Corbacho Chaves (Valverde de Leganés, 14 de novembre de 1949) és un polític espanyol, alcalde de l'Hospitalet de Llobregat entre 1994 i 2008, president de la Diputació Provincial de Barcelona entre 2004 i 2008 i ministre de Treball i Immigració del Govern d'Espanya des del 2008 fins al 2010. Militant fins a 2018 del PSC, va ser també diputat al Parlament de Catalunya en les seves iv, v, ix i x legislatures.

## Biografia
Establert a Catalunya des de la infància, militant del PSC-PSOE des del 1976, sense cap tipus de formació professional o acadèmica i sense cap experiència professional prèvia a la política. Fou elegit diputat provincial el 1983 i vicepresident primer de la Diputació de Barcelona. Va ser regidor de l'Hospitalet de Llobregat el 1983 i va assumir la tinença d'ajuntament, portaveu, ponent d'urbanisme, responsable de Programació i Planificació i responsable de Pressupostos Municipals. Va ser alcalde de l'Hospitalet de Llobregat des del 13 de maig de 1994, i com a tal fou membre de les comissions executives de la Federació de Municipis de Catalunya (FMC), Federació Espanyola de Municipis i Províncies (FEMP). També formà part de la comissió del govern local de la FEMP, òrgan de negociació dels ajuntaments amb l'Estat.
Va ser vicepresident de 1999 a 2001 en la FMC i en la FEMP va ocupar la presidència de la Comissió Ciutadana i Protecció Civil. És membre de la Comissió Executiva i Secretari de Política Local i Territorial del PSC. També forma part del comitè federal del PSOE, on es va integrar l'any 2000 i va participar en el 35è Congrés Federal on va sortir escollit secretari general del PSOE José Luis Rodríguez Zapatero. Esdevingué president de la Diputació de Barcelona el 22 d'abril de 2004 en substitució de José Montilla, quan aquest deixà els càrrecs d'alcalde de Cornellà de Llobregat i president de la Diputació per esdevenir ministre d'indústria.
Celestino Corbacho abandonà l'ajuntament i la diputació quan fou nomenat ministre de treball i immigració el 12 d'abril de 2008, quan la taxa d'atur era del 9,6%, amb 2,17 milions de persones sense feina a Espanya. Va anunciar que deixava el ministeri el setembre de 2010, amb 4,5 milions de persones a l'atur.
El 15 de gener de 2018 es va fer públic que s'havia donat de baixa com a militant del PSC sense especificar els motius.
Candidat al número 3 de la llista de Barcelona pel Canvi-Ciutadans per a les eleccions municipals de 2019 a Barcelona encapçalada per Manuel Valls.